# Andrzej Grzywak
Andrzej Grzywak (ur. 16 kwietnia 1931 w Krakowie, zm. 17 sierpnia 2016 w Katowicach) – polski automatyk, informatyk, wynalazca i organizator, autor książek poświęconych sieciom komputerowym i ich bezpieczeństwu.

## Życiorys
Absolwent Politechniki Śląskiej w Gliwicach (1954), doktor nauk technicznych (1960), doktor habilitowany informatyki (1971), profesor nadzwyczajny (1975) i zwyczajny (1990). W latach 1954–1976 w Zakładach Konstrukcyjno-Mechanizacyjnych Przemysłu Węglowego w Gliwicach. W latach 1976–1983 zastępca dyrektora ds. zastosowań w Instytucie Systemów Sterowania w Chorzowie. Od 1983 pracownik naukowy Wydziału Automatyki, Elektroniki i Informatyki Politechniki Śląskiej. Laureat Zespołowej Nagrody Państwowej I stopnia w dziedzinie techniki (1968) za nowatorskie rozwiązania automatyzacji zmechanizowanej obudowy ścianowej (system ASI).
Był przewodniczącym Rady Naukowej Instytutu Informatyki Teoretycznej i Stosowanej PAN, i członkiem światowej organizacji International Federation for Information Processing oraz Komitetu Informatyki Polskiej Akademii Nauk. W latach 2004–2008 był rektorem Wyższej Szkoły Biznesu w Dąbrowie Górniczej. Był członkiem Rady Polskiej Izby Gospodarczej Zaawansowanych Technologii. Był członkiem założycielem Polskiego Towarzystwa Informatycznego.
Za działalność naukową i postawę otrzymał m.in. Nagrodę Państwową I stopnia, Nagrodę Przewodniczącego Komitetu Nauki i Techniki oraz nagrody Ministra Przemysłu Maszynowego, Ministra Hutnictwa i Przemysłu Maszynowego oraz rektora Politechniki Śląskiej. Odznaczony Krzyżem Oficerskim, Krzyżem Kawalerskim Orderu Odrodzenia Polski oraz Złotym i Srebrnym Krzyżem Zasługi.
Autor i współautor kilkunastu wynalazków, kilkudziesięciu publikacji (w tym również w czasopismach zagranicznych) oraz wielu prac naukowo-badawczych.
Pochowany na cmentarzu przy ul. Sienkiewicza w Katowicach.

## Publikacje wybrane
- Mechanizacja Górnictwa nr 5/6 IX-XI 1970 Wydanie jubileuszowe
- Grzywak A., Osuch A. „Problemy kompleksowej automatyzacji procesów produkcyjnych kopalni” Przegląd Górniczy nr 7-8 1971
- Grzywak A., Pilch-Kowalczyk J. „Przemysłowe struktury układów automatyki kompleksowej” II Międzynarodowa Konferencja ARS-72, Ostrawa 1972
- Grzywak A., Osuch A. „Problemy automatyzacji kompleksowej w górnictwie” Mechanizacja i Automatyzacja Górnictwa nr 12 (73) 1974
- Andrzej Grzywak, Lokalne sieci komputerowe mikrokomputerów personalnych: praca zbiorowa, Wydawnictwo Politechniki Śląskiej, 1994. Brak numerów stron w książce
- Andrzej Grzywak i inni, Nowe technologie w komputerowych systemach zarządzania: Internet w społeczeństwie informacyjnym, praca zbiorowa, Wydawnictwa Komunikacji i Łączności, 2005, ISBN 978-83-206-1590-6. Brak numerów stron w książce
- Andrzej Kwiecień i inni, Wysokowydajne sieci komputerowe: zastosowanie i bezpieczeństwo, praca zbiorowa, Wydawnictwa Komunikacji i Łączności, 2005, ISBN 978-83-206-1573-9. Brak numerów stron w książce